# دیازوکساید
دیازوکساید (به انگلیسی: Diazoxide)
رده درمانی: داروهای کاهنده فشار خون .
اشکال دارویی: کپسول و آمپول 
داروی fenlodopam نیز یک داروی کاهنده فشار خون اورژانسی است

## موارد مصرف
دیازوکساید در درمان بحرانهای فشار خون بالا و هیپوگلیسمی مصرف می‌شود.

## مکانیسم اثر
دیازوکساید یک مشتق تیازیدی غیر دیورتیک است که با اثر مستقیم روی عضلات صاف عروق و کاهش مقاومت محیطی باعث کاهش فشار خون می‌شود. این دارو با افزایش نفوذپذیری کانالهای پتاسیمی غشای سلولهای عضلانی صاف جدار عروق موجب شل شدن آنها و کاهش مقاومت محیطی می‌شود.
دیازوکساید از دو طریق باعث افزایش قند خون می‌گردد: از یک سو به دلیل ممانعت از آزاد شدن انسولین از لوزالمعده و از سویی دیگر سبب افزایش آزاد شدن قند از کبد می‌شود.

## عوارض جانبی
احساس سبکی سر، تهوع، استفراغ، اختلال در حس چشایی، کاهش اشتها، ناراحتی معده، یبوست، احتباس سدیم و آب، افت فشار خون، کتواسیدوز و افزایش رویش مو .